# Raoèl·lids
Els raoèl·lids (Raoellidae) són una família extinta d'artiodàctils que visqueren durant l'Eocè al sud i sud-est d'Àsia. Antigament se'ls classificava com a part dels helòhids, però actualment tenen la seva pròpia família dins el subordre dels cetancodonts.
Un article publicat a Nature el desembre del 2007 per Thewissen et al., basat en un esquelet excepcionalment complet d'Indohyus trobat al Caixmir, indicava que els raoèl·lids són el grup germà-enllaç perdut dels cetacis. La resta d'artiodàctils serien «cosins» d'aquests dos grups.